# Premnornis guttuliger
El subepalo alirrojizo (en Ecuador) (Premnornis guttuliger) también denominado corretroncos alirrufo (en Colombia), subepalo punteado (en Venezuela), cola-púa de ala rojiza (en Perú) o pijuí punteado es una especie de ave paseriforme de la familia Furnariidae, la única perteneciente al género monotípico Premnornis. Es nativo de regiones andinas del noroeste y oeste de América del Sur.

## Distribución y hábitat
Se distribuye desde el noroeste de Venezuela, hacia el sur a lo largo de los Andes de Colombia, Ecuador, hasta el sur de Perú y Bolivia.
Esta especie es considerada poco común en su hábitat natural, el sotobosque de selvas montanas húmedas en los Andes, principalmente entre los 1600 y 2300 m de altitud.

## Descripción
Mide entre 13 y 14 cm de longitud y pesa entre 13 y 17 g. Por arriba es parda, con una indistinta lista superciliar pardo amarillenta, los lados del pescuezo estriados pardo amarillento; alas y cola rufas. La garganta es blanquecina, por abajo es pardo con escamado estriado pardo amarillento.

## Comportamiento
Es encontrado solitario o en pares, a menudo acompañando bandadas mixtas del estrato bajo. Anda por encima de la vegetación densa, generalmente donde enmarañada, hurgando e inclusive entrando en los amontonados de musgo u hojas muertas. Usualmente no acostumbra trepar en ramas o troncos.

### Vocalización
Con poca frecuencia, aves forrajeando dan un llamado agudo «tsiip» o «tsip», algunas veces derivando en una serie enfática.

## Sistemática

### Descripción original
La especie P. guttuliger fue descrita por primera vez por el zoólogo británico Philip Lutley Sclater en 1864 bajo el nombre científico Thripophaga guttuligera; la localidad tipo es «interior de Colombia=Bogotá».
El género Premnornis fue descrito por el ornitólogo estadounidense Robert Ridgway en 1909.

### Etimología
El nombre genérico femenino «Premnornis» se compone de las palabras del griego «premnon» que significa ‘tronco de árbol’, y «ornis, ornithos» que significa ‘pájaro’; y el nombre de la especie «guttuliger», se compone de las palabras del latín «guttula» que significa ‘pequeñas pintas’ y «gerere» que significa ‘cargar’, ‘llevar’.

### Taxonomía
Previamente se pensaba que el presente género era pariente próximo a Margarornis, Premnoplex y Roraimia, pero en realidad es muy diferente, especialmente en el comportamiento. Estudios genéticos indican que está hermanado a Tarphonomus y el par formado por ambos, está hermanado a Pseudocolaptes.
El nombre científico correcto es guttuliger y  no guttuligera como aprobado en la Propuesta N° 489 al Comité de Clasificación de Sudamérica (SACC).

### Subespecies
Según las clasificaciones del Congreso Ornitológico Internacional (IOC) y Clements Checklist,  se reconocen dos subespecies, con su correspondiente distribución geográfica:
- Premnornis guttuliger venezuelanus Phelps, Sr. & Phelps, Jr., 1956 - noroeste de Venezuela (Sierra de Perijá, y Andes del suroeste de Táchira).
- Premnornis guttuliger guttuliger (P. L. Sclater, 1864) - Andes de Colombia, Ecuador y Perú (al sur hasta Puno).